# نيلو فينغادا
إدواردو مانويل مارتينهو فينغادا أو نيلو فينجادا (Nelo Vingada)، مدرب كرة قدم برتغالي ولد في سيربا بالبرتغال في 30 مارس 1953.
درّب منتخب السعودية لكرة القدم في كأس آسيا 1996 ومنتخب الأردن لكرة القدم ونادي الزمالك المصري، وفسخ عقده منذ فترة قصيرة مع نادي فيتوريا البرتغالي الجدير بالذكر أن العديد من الأندية العربية تفاوضت مع المدرب المذكور ومنهم نادي الكويت الكويتي.

## روابط خارجية
- نيلو فينغادا على موقع قاعدة بيانات كرة القدم.إي يو (الإنجليزية)
- نيلو فينغادا على موقع عالم كرة القدم.نت (الإنجليزية)
- نيلو فينغادا على موقع كووورة
- نيلو فينغادا على موقع أوليمبيديا (الإنجليزية)